# Kloster Boquen
Das Kloster Boquen (Boquianum; Notre-Dame de Boquen) ist eine ehemalige Zisterzienserabtei in der Gemeinde Plénée-Jugon im Département Côtes-d’Armor, Region Bretagne, in Frankreich. Es liegt rund 10 km südlich von Lamballe am Arguenon.

## Geschichte
Das Kloster wurde 1137 von Mönchen aus dem Kloster Bégard besiedelt. Es gehörte damit der Filiation von Kloster Cîteaux an. Ob die Gründung von Kloster Bon-Repos (1184) von Boquen aus oder in Abhängigkeit von Kloster Savigny erfolgte, ist unklar. Das Kloster nahm schnell einen beachtlichen Aufschwung, fiel später aber in Kommende. Während der Französischen Revolution fand es 1790 sein Ende. Anschließend wurde es als Steinbruch genutzt.
1936 wurde das Kloster von Trappisten aus Kloster Tamié unter Leitung von Dom Alexis Presse wiederbelebt, die bis 1970 blieben. Schon 1938 erfolgte die Klassifikation als Monument historique. Nach 1970 wurde das Kloster restauriert und diente als ökumenische Begegnungsstätte. 1976 kamen die Schwestern von Bethlehem; im Januar 2011 übernahm die charismatische und ökumenische Gemeinschaft Chemin Neuf das Kloster.

## Bauten und Anlage

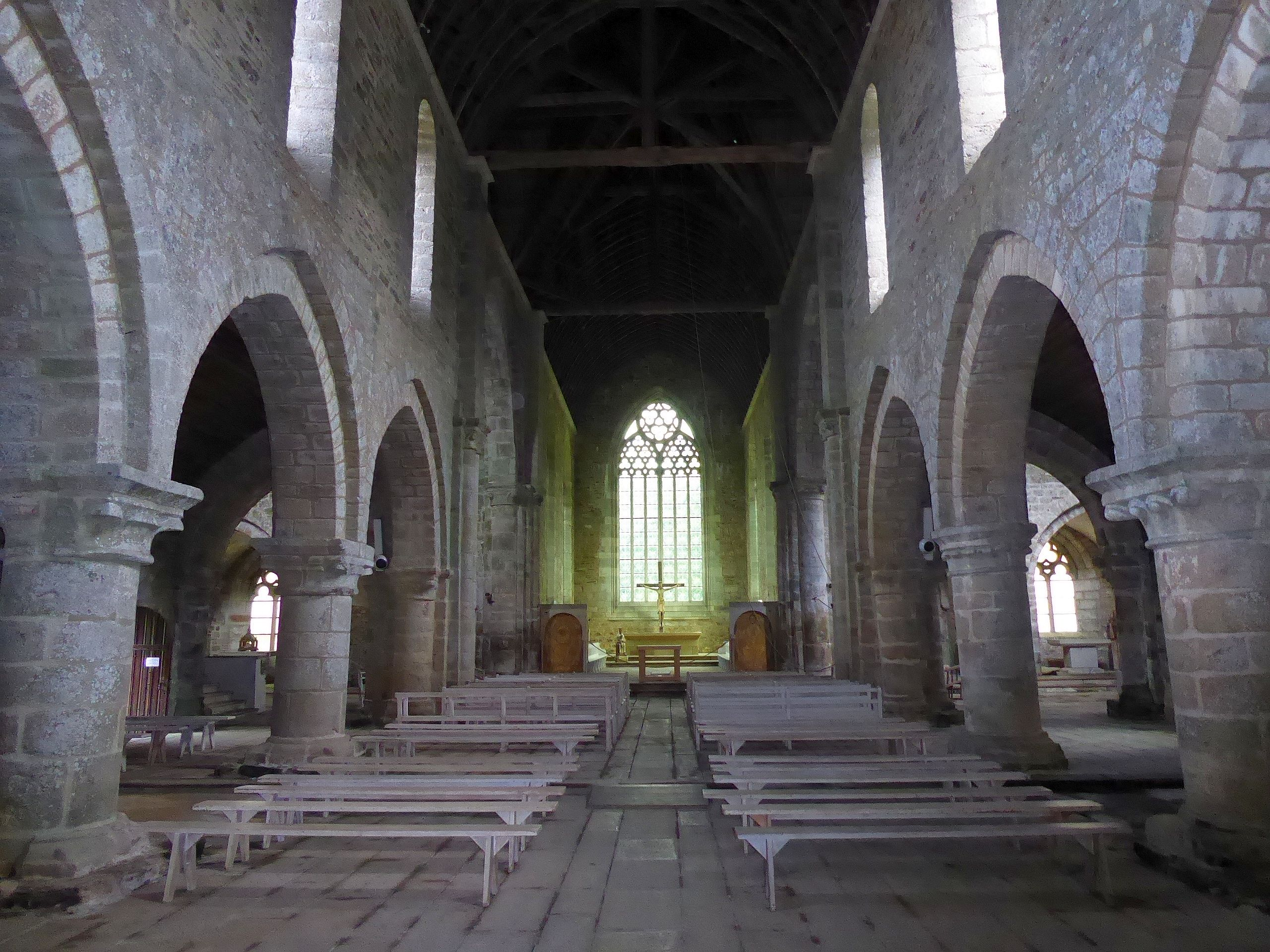
Inneres nach Osten

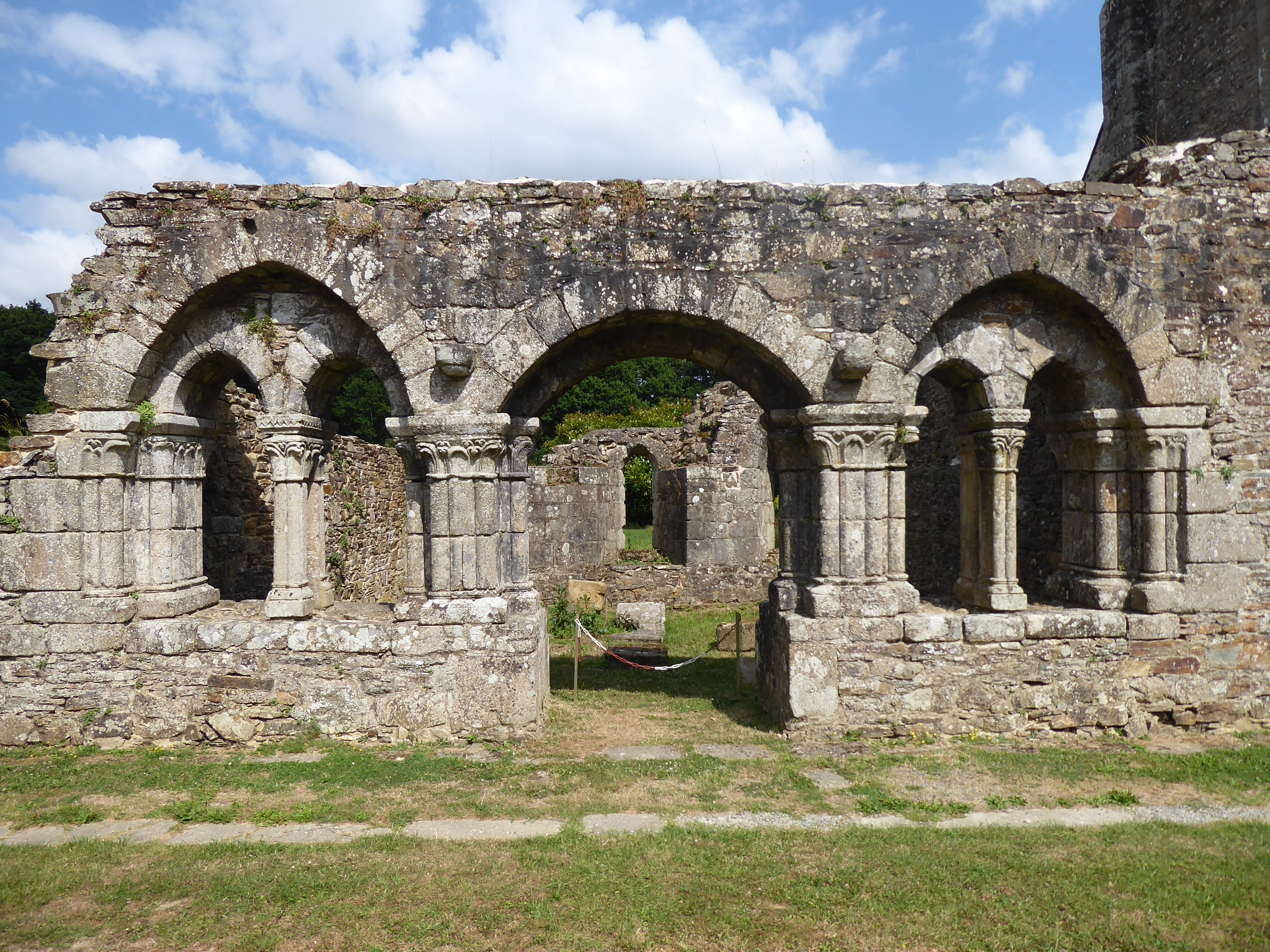
Die Ruine des Kapitelhauses

Erhalten sind von der nüchternen Kirche das geräumige Hauptschiff aus dem letzten Viertel des 12. Jahrhunderts mit den beiden über große, auf trommelförmigen Säulen ruhenden Arkaden geöffneten Seitenschiffen, das Querhaus mit je zwei Kapellen auf beiden Seiten, der im 14. und 15. Jahrhundert verlängerte Chor mit flachem Abschluss und großen Fenstern. Auf der linken Seite der Vierung steht ein Turm mit einer Wendeltreppe. In einer der Kapellen steht eine Marienstatue aus dem 15. Jahrhundert. Die Fassade besitzt ein spitzbogiges Portal mit drei Archivolten, ein hohes Lanzettfenster und vier Contreforts. Der Kreuzgang ist nicht restauriert worden, jedoch ist der Zugang zum Kapitelsaal erhalten. Die übrigen Klausurgebäude stammen überwiegend aus dem 17. Jahrhundert.

## Liste der Äbte
- 1137 : Adonias
- ? : Guethenoc
- 1148 : Kennaroc
- 1202 : Brient
- 1238 – 1241 : Alain
- 1246 – 1253 : Pierre I.
- 1267 – 1272 : Guillaume I.
- 1309 : Luc
- 1333 – 1345 : Pierre II.
- 1360 : Yves Boaudi ?
- 1367 : Henri
- 1381 – 1434 : Guillaume II. Grignon
- 1434 – 1449 : Jean Ier Bouret
- 1449 : Louis du Verger
- 1462 : Nicolas Rabel
- 1472 – 1480 : Jean II. Gomart
- 1486 – 1486 : Normand Baudre

### Kommendataräbte
- 1494 – 1521 : Christophe de la Moussaye
- 1522 : Guillaume III. de Kersal
- 1529 – 1537 : Jean de la Motte
- 1538 – 1546 : Guillaume IV. Eder
- 1546 – 1582 : Maurice de Commacre
- ? : Sansom Bernard
- ? : Bertrand de Goyon
- ? : Mathurin Tardivel
- ? : Jean Bouan
- ? : Jean Gillet
- 1615 1653 : Olivier Frottet
- 1653 – 1680 : Urbain d’Espinay
- 1682 : Philippe Jean Le Chapellier de Mauron
- 1723 – 1757 : Jacques de Durras
- 1757 – 1790 : Joseph Mathurin Le Mintier